# Майнгард (Німеччина)
Майнгард (нім. Meinhard) — сільська громада в Німеччині, знаходиться в землі Гессен. Підпорядковується адміністративному округу Кассель. Входить до складу району Верра-Майснер.
Площа — 59,52 км2. Населення становить 2766 ос. (станом на 31 грудня 2020). 
На сході та північному сході Майнгард межує з такими поселеннями як Фолькероде, Пфаффшвенде, Келла та Гайсмар (всі чотири знаходяться в районі Турінгія Айхсфельд), на південному сході з містом Ванфрід, на півдні та заході з містом Ешвеге, а на північному заході з містом Бад Суден-Алендорф (всі три міста знаходяться в районі Верра-Майснер-Крайс).

## Галерея

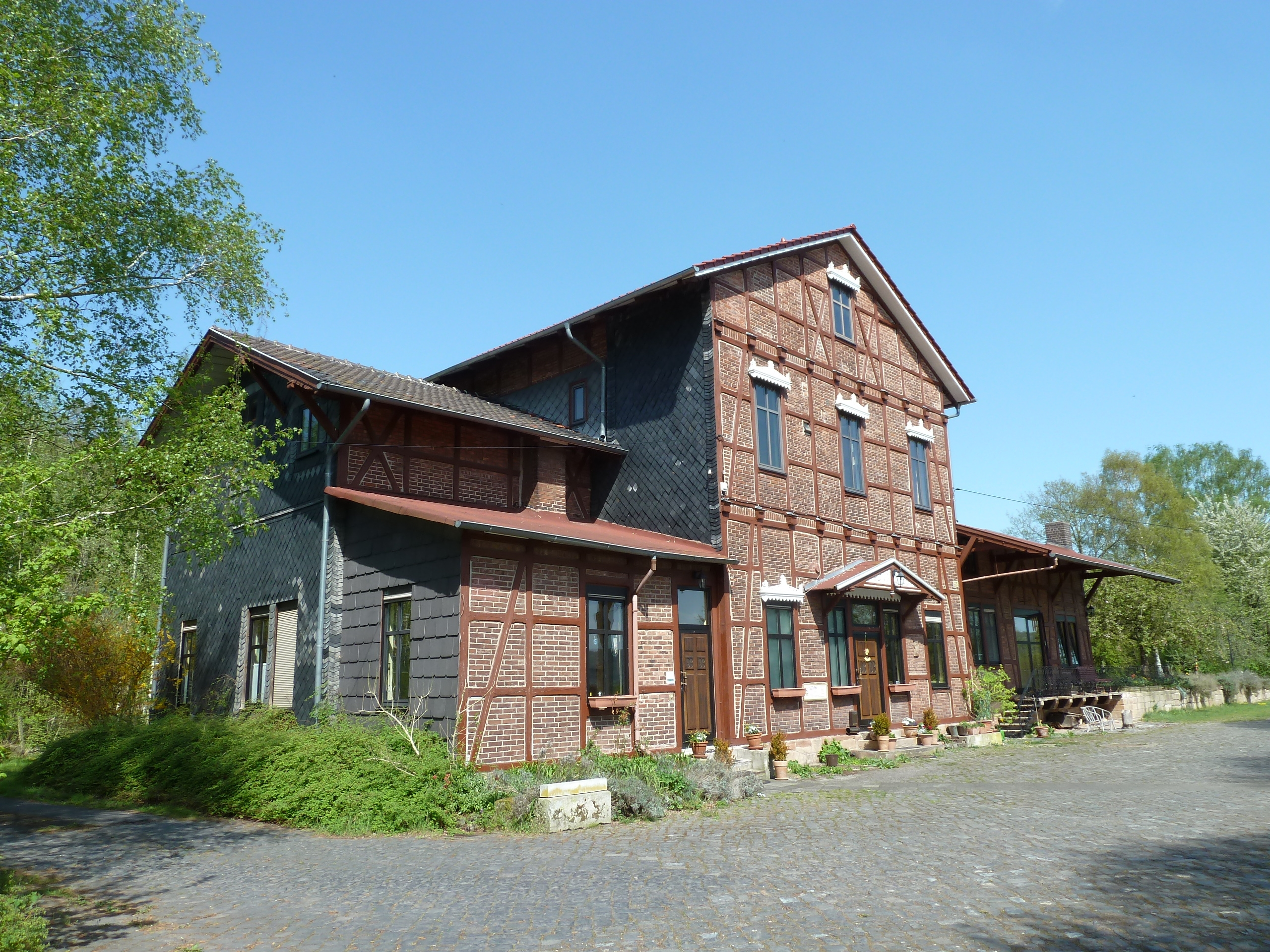